# قاي وارن
قاي وارن (بالإنجليزية: Guy Warren)‏ هو عازف جاز وصحفي غاني، ولد في 4 مايو 1923 في أكرا في غانا، وتوفي في 22 ديسمبر 2008.

## وصلات خارجية
- قاي وارن على موقع ميوزك برينز (الإنجليزية)
- قاي وارن على موقع أول ميوزيك (الإنجليزية)
- قاي وارن على موقع ديسكوغز (الإنجليزية)